# Lidingöbanan
Lidingöbanan ou  Stockholm – Södra Lidingöns Järnväg (sigle: SSLidJ) est une ligne de tramway à Stockholm en Suède.

## Infrastructure
La ligne de Lidingö  est un chemin de fer desservant la partie sud de l'île de Lidingö. 
La voie s'étend entre la station de métro Ropsten, en passant par le pont Lilla Lidingö, jusqu'à la jetée de Gåshaga, où se trouve une connexion avec Waxholmsbolaget. 
La ligne est desservie par Storstockholms Lokaltrafik (SL) avec le numéro de ligne 21.
L'opérateur est AB Stockholms Spårvägar depuis 2015.

## Ligne
| Ligne | Parcours                 | Longueur | Stations |
| ----- | ------------------------ | -------- | -------- |
|       | Ropsten – Gåshaga brygga | 9,2 km   | 13       |
|       |                          |          |          |